# Jack Vettriano
Jack Vettriano, nascut com Jack Hoggan, (Methil, regió de Fife, (Escòcia) 17 novembre 1951 - Niça (França) 1  març 2025) va ser un pintor escocès contemporàni, figuratiu i realista.

## Biografia
Nascut el si d'una família humil, el seu pare treballava a les mines de carbó i la seva mare era filla d'un immigrant italià, procedent de Belmonte Castello (Frosinone), també miner. Jack compartia l'estança amb el germà gran i amb 10 anys, contribuïa a l'economia familiar fent petites feines, encàrrecs o recollint patates. Als 16 anys va deixar l'escola per treballar d'aprenent amb un enginyer de mines. Com a distracció li agradava dibuixar i el 1972, quan va complir 21 anys, una amiga li va regalar uns pinzells i una capsa d'aquarel·les. A partir de llavors va dedicar tot el seu temps lliure a la pintura. De manera autodidacta, des dels 25 als 39 anys, va depurar la seva tècnica copiant tot tipus de pintures, des d'El Greco fins a Dalí. Les primeres obres, firmades amb el seu nom autèntic, Jack Hogan, van ser reproduccións impressionistes.
El 1987 va fer un gir en la seva vida, es va divorciar, va adoptar el cognom italià de la seva mare i el 1989 va presentar com a Jack Vettriano, dos quadres a la Royal Scottish Academy, que van tenir una gran acollida i van ser venuts el primer dia. A l'any següent va entrar a la Royal Academy i va començar la seva brillant carrera artística.
Explicitament figuratiu, el seu estil, de vegades comparat amb Edward Hopper, recrea l'estètica dels personatges del Hollywood clàssic, amb l'erotisme elegant de les parelles, les cites, els clubs nocturns, els balls, la platja i tot un món apassionant i suggerent, entre el passat i el present.
Durant els últims 20 anys, el seu èxit ha sigut imparable, va realitzar exposicions individuales a Edimburgo, Londres, Hong Kong y Nueva York. Una de las seves obres més importantes, The Singing Butler (El majordom cantant), venuda inicialment, el 1991, per 4.000 € es va tornar a vendre l'any 2004 por £ 750.000 (970.000 €).Los drets de reproducció en posters i postals, generen más de mig milió d'euros anuals.
El 2003 va ser investit Doctor Honoris Causa per la Universitat Oberta de Saint Andrews.
El 2008 va pintar el retrat de Zara Phillips, la néta de la Reina Isabell II d'Anglaterra.
L'1 de març de 2025 va ser trobat mort, per causes naturals, al seu apartament de Niça.
Poc després de la mort de Vettriano, l'artista de carrer Bansky va realitzar una reinterpretació del seu quadre més famós, The singing butler, que va ser subhastat per quasi cinc milions i mig de dolars.
Des del 26 febrer al 21 setembre 2025, les sales del Palazzo Palavicini a Boloyna estan acollint, per primera vegada, una exposició de Jack Vettriano.

## Distincions

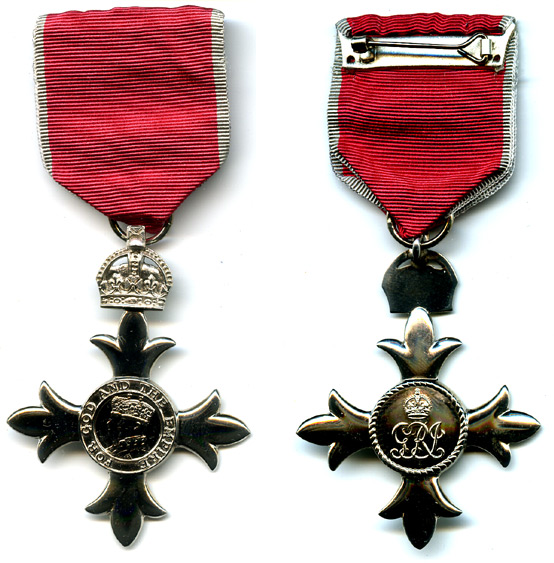
Anvers i revers de la Medalla de l'Ordre de l'Imperi Britànic.

L'any 2003 La reina Isabel II, a petició del govern, va concedir a Jack Vettriano el títol de OBE (Orde de l'Imperi Britànic) pel seu servei a les arts.